# Gladys Swarthout
Pour les articles homonymes, voir Swarthout.
Gladys Swarthout, née le 25 décembre 1900, à Deepwater et morte le 7 juillet 1969 à Florence, est une mezzo-soprano et une actrice américaine. Elle est principalement connue pour sa carrière d'artiste lyrique pour le Metropolitan Opera.

## Biographie
Gladys Swarthout naît à Deepwater dans l'État du Missouri en 1900. Après des études à Kansas City, elle suit les cours du Conservatoire Bush (en). Elle se produit avec le Chicago Civic Opera Company (en), le Vienna Opera Company et le Ravinia Opera Company.
Elle quitte Chicago en 1929 pour New York ou elle rejoint la New York Metropolitan Opera Company. Elle y débute en jouant le rôle de Cieca dans l'opéra La Gioconda d'Amilcare Ponchielli. Elle joue par la suite dans d'autres opéras, comme Norma de Vincenzo Bellini, Mignon d'Ambroise Thomas, Samson et Dalila de Camille Saint-Saëns, Linda di Chamounix de Gaetano Donizetti ou encore Carmen de Georges Bizet. Elle assure le rôle de Plentyful Tweke dans Merry Mount (en), l'unique opéra d'Howard Hanson mis en scène en 1934.
Au milieu des années 1930, elle est recrutée par la Paramount Pictures et apparaît dans cinq films entre 1936 et 1939. Elle débute au cinéma dans le film d'action musical Rose of the Rancho de Marion Gering. Dans la comédie Romance in the Dark d'H. C. Potter, elle reprend notamment The Nearness of You d'Hoagy Carmichael. Pour Champagne valse (Champagne Waltz) d'A. Edward Sutherland, elle chante en cinq langues.
Dans les années 1930 et 1940, elle poursuit sa carrière au Met et voyage en compagnie de son second mari, Frank Chapman. Elle apparaît dans des publicités, dans la presse mondaine, à la radio comme invitée ou chanteuse et à la télévision dans diverses émissions. Elle publie une auto-biographie en 1943 intitulé Come Soon, Tomorrow: The Story of a Young Singer. Elle se retire au début des années 1950. En 1951, elle participe à l'émission What's My Line?.
Elle décède en 1969 à l'âge de 68 ans des suites d'une maladie cardiaque.
Pour sa carrière musicale et artistique, elle a reçu une étoile sur le Walk of Fame d'Hollywood.

## Filmographie

### Au cinéma
- 1936 : Rose of the Rancho de Marion Gering
- 1936 : Give Us This Night d'Alexander Hall
- 1937 : Champagne valse (Champagne Waltz) d'A. Edward Sutherland
- 1938 : Romance in the Dark d'H. C. Potter
- 1939 : Ambush de Kurt Neumann

### Auto-biographie
- Come Soon, Tomorrow: The Story of a Young Singer (1943)

## Discographie partielle
- Berlioz, Roméo et Juliette, John Garris, Nicola Moscona, NBC Chorus and Symphony Orchestra, dir. Arturo Toscanini. LP RCA Victor février 1947 (mono) report CD Guild historical GHCD 2218/20 - 1992 report 2008.

### Compilations
- 1970 : The Art Of Gladys Swarthout
- 2006 : My Song Goes On

## Prix et distinctions
- Pour sa carrière musicale, elle a reçu une étoile sur le Walk of Fame d'Hollywood.

## Source
- (en) Clyde T. McCants, American Opera Singers And Their Recordings : Critical Commentaries And Discographies, Jefferson, McFarland, 2004, 380 p. (ISBN 978-0-7864-1952-4, lire en ligne), p. 294-298.